# Plattelandsonderneming
Een plattelandsonderneming is een bedrijf in een agrarisch gebied dat bijdraagt aan de instandhouding van datzelfde gebied. Dit doet het bedrijf door producten of diensten aan te bieden, eventueel in combinatie met een agrarische onderneming. Hierdoor blijft het mogelijk de gronden en gebouwen te exploiteren. Daarmee zorgt een plattelandsonderneming ervoor dat de kwaliteit van het gebied waar ze gevestigd is in stand blijft of zelfs verbetert.

## Achtergrond
Het begrip ‘plattelandsonderneming’ raakt in verschillende regio's in Nederland in gebruik om een nieuw type bedrijf op het platteland aan te duiden. Het gaat om bedrijven die, eventueel naast een agrarische functie, ook andere producten en diensten aanbieden. Het exploiteren van andere diensten dan agrarische in het buitengebied zorgt voor een conflict met bestaande bestemmingsplannen. Om deze ondernemingen toch de ruimte te bieden, kan in aanpassingen van de bestemmingsplannen het begrip plattelandsonderneming worden opgenomen.

## Huidig gebruik
Het begrip plattelandsonderneming wordt momenteel gebruikt binnen een pilot in de gemeente Hilvarenbeek. Net als vele andere typische agrarische gemeenten staan de agrarische gebieden hier (economisch) onder druk. Wel bestaat er een trend dat meer en meer particulieren een woning kopen in een agrarisch gebied en vanuit daar een onderneming starten, of dat agrarische ondernemingen een alternatieve activiteit ontplooien om het economisch te bolwerken. Zo ontstaan er onder meer nieuwe Bed&Breakfasts, recreatielocaties en horecagelegenheden. De uitbaters lopen echter tegen tijdrovende juridische en beleidsmatige procedures aan, die een voortvarende start belemmeren. In bestemmingsplannen bleek weinig tot geen ruimte voor de nieuwe vorm van ondernemen. De pilot riep de plattelandsonderneming in het leven, om ervoor te zorgen dat de onderneming wel snel aan de slag kon.
Eerder werd ook in de provincie Groningen een pilot gehouden met een plattelandsonderneming. Onder de naam Buurderij combineerde een agrarisch bedrijf zijn activiteiten met de dagopvang van jongvolwassenen met een handicap.

## Toekomst
De gemeente Hilvarenbeek heeft naar aanleiding van de pilot plattelandsonderneming als begrip in haar bestemmingsplan opgenomen. Mede doordat het beleid van de provincie Noord-Brabant niet-agrarische functies in het buitengebied toelaat, maar de precieze invulling aan de gemeenten overlaat, is er een reële kans dat meerdere gemeenten met plattelandsondernemingen gaan werken. Hiermee zorgen zij ervoor dat de economische positie van het agrarische gebied in stand blijft.